# Lac Nerpitchie
Le lac Nerpitchie (en russe : озеро Нерпичье ; en ISO 9 : ozero Nerpičʹe), est un lac d'eau saumâtre situé sur la côte orientale de la péninsule du Kamtchatka, dans  l'Est de la Russie. Il se trouve à l'embouchure du fleuve Kamtchatka, au nord de la baie Kronotski. Le nom de Nerpitchie vient du mot russe nierpa, qui signifie « phoque d'eau douce ».

## Hydrologie
Ce lac, profond de 148 mètres (sa profondeur moyenne est de 51 m), est situé non loin du village d'Oust-Kamtchatsk, la principale ville du raïon d'Oust-Kamtchatsk, dans le kraï du Kamtchatka. Oust-Kamtchatsk est établie à son débouché sur la mer. Sa superficie de 552 km2 en fait le plus important lac de la péninsule.
Ancien golfe presque fermé, le lac enserrée par la presqu'île du Kamtchatka au Nord de la baie de même nom. Une langue de sable de 500 m de large le sépare de la mer de Béring et le transforme en lagon. De forme inégale, il donne naissance, au nord-est, au lac Koultouchnoïe (104 km2). Au total, 117 rivières et ruisseaux se jettent dans le lac. Du lac Nerpitchie à son tour s'écoule la rivière Oziernaïa, un affluent du fleuve Kamtchatka.

## Faune
Ces eaux poissonneuses abritent des harengs, des saumons, des ombres et des éperlans. À l'époque du frai, la rivière Oziernaïa est fréquentée par diverses espèces de saumons du Pacifique.
Sur des bancs de sable de l'embouchure de la rivière, on rencontre des lions de mer de Steller et des phoques annelés. L'avifaune fréquentant les environs est composée de mouettes, de macareux cornus et d'espèces de canards.